# Абии
А́бии (др.-греч. Αβιοι) — скифской кочевой народ, отправлявший своих послов к Александру Македонскому.
Впервые их упомянул Гомер в «Илиаде» (XIII, 5-6), когда Зевс созерцал фракийские земли и: Μυσῶν τ᾽ ἀγχεμάχων, καὶ ἀγαυῶν ἱππημολγῶν, γλακτοφάγων, ἀβίων τέ δικαιοτάτων ἀνθρώπων — «Мизян, бойцов рукопашных, и дивных мужей гиппомолгов, / Бедных, питавшихся только млеком, справедливейших смертных» (перевод Н. И. Гнедича) или «Мисян, бойцов рукопашных, и славный народ гиппемолгов / Молокоядных, и племя абийцев, мужей справедливых» (перевод В. В. Вересаева). Почти все последующие упоминания абиев встречаются в комментариях к этому месту «Илиады». Древние и современные комментаторы сильно сомневались, считать ли там этнонимами слова, кроме мизян и гиппомолгов. Рационалисты сходятся в том, что поэт слышал рассказы о многочисленных кочевых племенах, населявших степи к северу и северо-западу от Понта Эвксинского (Чёрного моря), всё имущество которых составляли общие племенные стада, особенно лошадей, молоком которых они питались, и, по его мнению, сохраняли первобытную простоту и скромность нравов (позже сходно представляли гиперборейцев). Поэтому Гомер употребил подходящие эпитеты, употреблявшиеся его современниками по отношению к этим народам: гиппомолги (ἱππημολγοι — «доители кобылиц»), галактофаги (γλακτοφάγοι — «питающиеся кислым молоком») и абии (ἄβιοι — «неимущие», от ἀ- и βίος). Ведь, по мнению Страбона, несправедливости возникают лишь при слишком сильном уважении к материальным благам. Он возразил этим Эратосфену и Аполлодору Афинскому, которые утверждали, что Гомер по неведению не упомянул скифов, об их жестокости к чужеземцам и нечестности в торговле, но выдумал три племени.
Страбон привёл разные толкования этнонима: «безбрачные» (живущие отдельно от женщин, вероятно, Гомер полагал такую жизнь неполной подобно тому, как назвал «неполным» дом вдовца Протесилая), «лишённые очагов» и «живущие в кибитках».
Эсхила упомянул габиев (γάβιοι), самый справедливый и гостеприимный народ, живущий дикими фруктами необрабатываемой земли; но не сохранилось указаний, где он их размещал. Антиковед и лингвист Стив Рис выдвинул версию, что у Эсхила верный этноним, а Гомер отбросил первую букву из-за склонности находить этимологическое значение в именах собственных, возведя в данном случае слово к ἀ- и βία («без насилия»), — подходящее имя для людей, названных далее «справедливейшими».
Впоследствии, если абиев считали этнонимом, то отождествляли с различными племенами скифов, мизийцами (мизянами), фракийцами, гетами или их соседями (в том числе, мифических амазонок, которые напрасно убеждали абиев принять участие в походе в Азию). Со временем, по мере накопления греками географических знаний, местообитание абиев, вероятно, отодвигали всё дальше в неизвестные северные регионы, как в случае с гипербореями. Так, Клавдий Птолемей считал, что они обитали на крайнем севере Скифии (Scythia extra Imaum) недалеко от гиппофагов («поедателей лошадей»), Аммиан Марцеллин — к северу от Гиркании. Стефан Византийский помещал их в районе впадающей в Чёрное море реки Абианус (Ἀβιανός, современное название неизвестно), считая народ её эпонимом.
Арриан рассказал, что к Александру Македонскому в Мараканду (Самарканд) прибыли послы из скифского племени абиев, которые жили независимо со времён Кира и были известны своим справедливым и мирным нравом. Однако указание конкретного племени может быть примером попытки проиллюстрировать древнюю мифическую географию завоеваниями Александра.